# Starfire Sports
Starfire Sports é um estádio multiuso e instalação esportiva em Tukwila, Washington, Estados Unidos.
Ele está localizado às margens do Green River, ao sul de Seattle . O estádio é operado pela corporação sem fins lucrativos Starfire Sports e abriga vários times de futebol e rúgbi.

## História
No momento de sua inauguração, o CEO Chris Slatt afirmou que era "o maior complexo de futebol de grama sintética dos EUA" O time da Major League Soccer, Seattle Sounders FC, utiliza o estádio como centro de treinamento, sendo inclusive palco de algumas partidas da Lamar Hunt US Open Cup. Sua equipe afiliada, Seattle Sounders FC 2, jogou no Starfire de 2015 a 2017.
A equipe da Major League Rugby em Seattle, o Seattle Seawolves, começou a jogar no Starfire Sports na primavera de 2018.